# بيري بنسون
بيري بنسون (بالإنجليزية: Perry Benson)‏ هو ممثل بريطاني، ولد في 9 أبريل 1961 بلندن في المملكة المتحدة.

## أعمال

### أفلام
- (2006) هذه هي إنجلترا[3][4]

## وصلات خارجية
- بيري بنسون على موقع IMDb (الإنجليزية)
- بيري بنسون على موقع ألو سيني (الفرنسية)
- بيري بنسون على موقع ميوزك برينز (الإنجليزية)
- بيري بنسون على موقع أول موفي (الإنجليزية)
- بيري بنسون على موقع قاعدة بيانات الأفلام السويدية (السويدية)
- بيري بنسون على موقع ديسكوغز (الإنجليزية)
- بيري بنسون على موقع قاعدة بيانات الفيلم (الإنجليزية)
- بيري بنسون على موقع كينوبويسك (الروسية)